# Emily Procterová
Emily Procterová (nepřechýleně Procter; * 8. října 1968, Raleigh, Severní Karolína, USA) je americká herečka nejlépe známá díky roli Calleigh Duquesneové v seriálu Kriminálka Miami.

## Životopis
Narodila se a studovala v Severní Karolíně. Když jí byly dva roky její rodiče (William a Barbara) se rozvedli. Emily odpromovala na škole Ravenscroft ve svém rodném městě. Poté, co vystudovala žurnalistiku a tanec na univerzitě ve Východní Karolíně stala se moderátorkou počasí v Greenville v Severní Karolíně.
Když se odstěhovala do Los Angeles, její otec jí zaplatil dvouroční hereckou školu. Ještě než odpromovala, objevila se v několika malých rolí ve filmech jako Jerry Maguire nebo Kozy, kozy, kozičky, kde se dokonce objevila po boku hereckých hvězd jako David Schwimmer nebo Chris Cooper. V seriálu Superman hrála Lanu Langovou jako vůbec první blonďatá herečka. V roce 2002 prorazila rolí Calleigh Duquesneové v seriálu Kriminálka Miami, ve kterém hraje dodnes.
Sama se také dobrovolně přihlásila do programu “Young Storytellers”, při kterém navštěvuje základní školy a povídá si s dětmi, především o jejich talentu atd. Zároveň pracuje v charitě pro podporu lidí bez domova. Jako koníček má dekorace interiéru, nejraději má španělský styl z roku 1921. Emily je vášnivá hráčka pokeru. Hru ji jako malou naučil její otec. V pokeru se zúčastnila dokonce turnaje celebrit.

## Filmografie
| Rok       | Film/seriál                    | Role                 | Poznámky                            |
| --------- | ------------------------------ | -------------------- | ----------------------------------- |
| 1995      | Fast Company                   | Roz Epstein          |                                     |
| 1995      | Odpadlík                       | Brenda               | díl: „Living Legend“                |
| 1995      | Platypus Man                   | Mindy                | díl: „NYPD Nude“                    |
| 1995      | Leaving Las Vegas              | Debbie               |                                     |
| 1995      | Přátelé                        | Annabel              | díl: „The One with the Breast Milk“ |
| 1996      | Superman                       | Lana Langová         | díl: „Tempus, Anyone?“              |
| 1996      | Jerry Maguire                  | bývalá přítelkyně    |                                     |
| 1997      | Třeba mě sežer                 | zprávařka            | 2 díly                              |
| 1997      | The Dukes of Hazzard: Reunion! | Mavis                |                                     |
| 1997      | Pomsta                         | Tammy                |                                     |
| 1997      | Předčasné vydání               | Colleen Damski       | díl: „A Regular Joe“                |
| 1997      | Kozy, kozy, kozičky            | Laura Pierson        |                                     |
| 1998      | Poplach v skautském táboře     | Julie Rubins         |                                     |
| 1999      | Guinevere                      | Susan Sloane         |                                     |
| 1999      | Horká noc, hořké ráno          | Whitney Bryant       |                                     |
| 1999      | Forever Fabulous               | Tiffany Dawl         |                                     |
| 1999      | Velký šprým                    | mladá Valhenna       |                                     |
| 2000–2006 | Západní křídlo                 | Ainsley Hayes        | 12 dílů                             |
| 2001      | Na dně oceánu                  | Francis Naquin       |                                     |
| 2002      | Kriminálka Las Vegas           | Calleigh Duquesneová | díl: „Cross Jurisdictions“          |
| 2002–2012 | Kriminálka Miami               | Calleigh Duquesneová | hlavní role, 231 dílů               |
| 2006      | Agent v sukni 2                | Leah Fuller          |                                     |
| 2010      | Barry Munday                   | Deborah              |                                     |
| 2013      | Ve službách FBI                | Amanda Callaway      | 2 díly                              |
| 2016      | Love Everlasting               | Helen                |                                     |